# Erecticornia brunneimarginata
Erecticornia brunneimarginata är en insektsart som beskrevs av Yuan och Xu. Erecticornia brunneimarginata ingår i släktet Erecticornia och familjen hornstritar. Inga underarter finns listade i Catalogue of Life.